# Скадовск
Скадовск (на украински: Скадовськ) е град в Южна Украйна, Скадовски район на Херсонска област.
Основан е през 1894 година. Населението му е около 19 404 души.